# 北京航空航天大学校史
北京航空航天大学位于中华人民共和国北京市，肇始于1934年清华大学在工学院机械工程系设置的航空工程组，于1951年至1952年之间的高等院校院系调整中以清华大学航空学院为主体并入其他院校相关专业而成。
北京航空学院于1952年10月25日正式成立，是20世纪50年代著名的八大学院之一。1988年4月，更名为北京航空航天大学。
作为新中国第一所航空航天高等学府、红色航空工程师的摇篮，北航建校以来，一直是国家重点建设的高等学府。北航是首批全国重点大学（1959年）之一，名列首批211工程高校（1997年）和首批世界一流大学建设高校(A类)（2017年）之列，是第七至第十个五年计划重点建设的高等院校，是原985工程高校成员，亦入选珠峰计划、2011计划、111计划、卓越工程师教育培养计划。

## 1949年之前：筚路蓝缕
中国最早的航空工程专业是清华大学于1934年在工学院机械工程系设立的航空工程组。1936年成立国立清华大学航空研究所和航空馆，并设计制造了中国第一架滑翔机和单翼教练机。1936年校庆前夕，清华机械系航空组自行研制成功5英尺航空风洞，这是中国第一个风洞，而且完全自制，意义重大。5月，中国工程师学会及各专门工程学会在杭州举行联合年会，王士倬等人撰写的5英尺试验风洞论文被评为1936年中国工程师学会论文第一奖。为配合航空事业发展的进一步需要，清华决定在南昌建15英尺航空风洞。1936年11月，清华在南昌成立航空研究所，顾毓琇兼任所长，庄前鼎兼任副所长。在航空组师生的努力下，一个月之内便完成15英尺风洞的初步设计。这个风洞是当时世界上最大的风洞之一，比加州理工学院的风洞要大50％，这也标志着中国航空从此由仿制走向自己研发。1938年1月，15英尺风洞完成钢筋混凝土部分。在当年3月的日机轰炸中，风洞不幸中弹。工程功败垂成，清华航空研究遭受重大挫折。
1938年4月底，航空研究所及航空组迁往成都。1939年秋，西南联大工学院设立航空工程系。9月，航空研究所迁到昆明，隶属于清华，庄前鼎任所长。清华大学通过航空教育与科研为我国培养了一批高水平人才，为我国航空学科的创建和航空科技的发展做出了重要贡献。 与此同时，其他一些院校也开始筹备建设与航空相关的学科。但是随着抗日战争扩大，刚刚创立的航空系科也都随着所属大学南渡西迁，并在艰苦的环境下，培养中国航空科技的种子，并播洒到祖国各地。

## 1951~1952：院系调整
随着建国之后国家对航空工业的重视和需要，并借助全国高等院校院系调整的东风，从1951年起，在中华人民共和国政府的主导下，全国的航空院系开始向少数几所高校聚集。
北航的建校进程和全国高校院系调整的进程基本一致，分为两个阶段，即1949至1951年间的调整和1952年的调整。
1951年3月，中共中央对国内大学原有的航空工程系、科作了初步调整：北洋大学航空相关专业（1935年建立）、西北工学院航空相关专业（北洋大学留陕部分，1938年建立）和厦门大学的航空相关专业（1944年建立）并入清华大学航空系成立清华大学航空工程学院；云南大学航空系（抗战中为了服务飞虎队飞机修理任务1944年建立）并入四川大学航空系（1945年建立）；原中央工业专科学校（当时已经改名为西南工业专科学校，今重庆大学）航空专修科和刚刚建立的华北大学航空系合并成立北京工业学院航空系。这是第一阶段的调整。
1951年12月10日，周恩来总理召集会议讨论航空工业由修理过渡到制造的方案，李富春副总理提出“急需办一所航空大学”，周恩来总理表示同意，指示“按照你们提的意见办”。
1952年5月，根据周恩来总理要办专门的航空大学的指示及中央军委作出的《关于航空工业建设的决议案》中筹建航空学院的决定，中央教育部又制定出全国高等学校院系调整计划，对航空院系作了进一步的调整。6月12日，重工业部、教育部决定，并经国家财经委员会批准及中央军委同意，以清华大学航空学院专业及人员为主体，合并其他学校（即四川大学及北京工业学院）的航空专业筹建北京航空工业学院。
1952年10月24日，教育部签发关于成立北京航空工业学院（成立后正式名称为北京航空学院，简称北航）的批文。

## 1952~1966：崭露头角
1952年10月25日，北京航空学院在原中法大学礼堂（当时属于北京工业学院）举行了成立大会，宣告成立。成立大会上宣读了教育部的任命：杨待甫同志为副院长兼教务长，原北京大学教授王俊奎（1950年应毛泽东请求转任华北大学教授）、原清华大学教授屠守锷为副教务长，原清华大学教授沈元为副院长兼研究部主任，宗凤鸣同志为政治辅导处主任。（院长暂时空缺）10月25日也因此成为北京航空学院（和后来的北京航空航天大学）的校庆日。巧合的是，10月25日也是中国人民志愿军武装介入朝鲜战争并打响第一次战役的日子，即“抗美援朝纪念日”。随后，北京航空学院借用北京工业学院和清华大学的校园开学，两校航空专业的在校生学籍转入北京航空学院。
同时由于第二阶段的调整中，在北京出现了大量的专门院校，北京市政府规划了元大都城垣西北角外的一片区域，作为北京市的高校聚集区之一（另外几处位于清华园地区、原华北大学地区以及后辟的北太平庄地区和芍药居地区）。这片区域规划建设一条南北向马路，命名为“学院路”，两侧的高校合称为“八大学院”，成为高等院校院系调整的代表、标志和纪念碑。
1953年5月，北京航空学院在北京市西北郊海淀区柏彦庄选定校址后，6月1日就在四周没有公路的一片农田及坟堆土洼上正式动工兴建，数千名建筑工人日夜奋战，半年之内就完成了6万平方米的建筑。同年10月全体学生及部分教职工即迁居新校，开始正常的学习与工作。计划中的基本建设任务到1957年基本完成，竣工面积135,245平方米，修建道路64,160平方米，完成投资3,560余万元。1954年6月，武光同志被任命为北航第一任院长。
北京航空学院成立初期师法莫斯科航空学院，设置院系。北京航空学院成立时，全校设两个系4个专业：飞机系（设飞机设计和飞机工艺2个专业）和发动机系（设发动机设计和发动机工艺2个专业）。1954年，为适应航空工业建设的需要，北航增设飞机设备、航空材料两个系以及航空仪表与自动器、飞机电气设备、特种设备、金相热处理、铸造、压力加工和焊接7个专业。
1956~1957年，根据中国12年科学规划的要求，北航在国内率先设立导弹类、管理类以及理科与工科相结合的空气动力学等专业。增设了导弹设计、液体火箭发动机、空气动力学、无线电设备、航空工程经济、仪表工艺等专业，成立了当时国内航空高等院校惟一的航空工程经济系。自此，北航开始逐渐摆脱苏联模式，根据中国航空工业实际需要自行设置新专业。
1958年，在党的总路线和教育方针指引下，北航开展勤工俭学，提倡并实践教学与科研、设计、生产的四结合，开展了航空型号研制工作。全校师生在100天内，完成了周恩来总理亲自批准的“北京一号”轻型旅客机的研制，同年9月24日试飞成功，并进行了京沪间2,500公里的航线试飞；研制成功了中国（同时也是亚洲）第一枚探空火箭——“北京二号”，于同年9月22日在东北白城子靶场发射试验成功；研制成功了中国第一架无人驾驶飞机——“北京五号”，即在安-2型飞机上安装了自行研制的无人驾驶控制系统，将该机改装成无人驾驶飞机，于同年9月25日试飞成功，为中国无人驾驶飞机的发展开了先河。
1959年5月，中共中央发布了《关于在高等学校中指定一批重点学校的决定》，北航成为全国第一批16所重点高校之一。这是对北航成立7年来工作的充分肯定。
北航虽然是航空院校，但是由于航空和航天的接近性和国家的实际需要，北航也开设了一批航天有关院系，主攻导弹与火箭有关学科。1956年中国开启航天计划后，北航相继开设导弹设计、液体火箭发动机、火箭地面机械与发射装置、雷达、遥控遥测等专业，投身国家的实际需要。
1958年新设立解算装置、火箭地面机械与发射装置专业。1959年设立航空非金属材料、腐蚀与表面保护、无线电导航、雷达、遥控遥测、航空原子能发动机设计等新专业。1960年增设航空核动力、航空工艺和工程物理系，1961年设立飞行器自动控制系。至此，北航已设立了10个系35个专业，规模达到文革前最大。

## 1966~1976：十年浩劫
文化大革命期间，全国高校普遍出现了教学秩序混乱，正常招生停顿的现象，北航也不能免于被波及。
1966年5月，北航和其他高校一样出现了“红卫兵”组织；是年6月，高考被暂停，招生工作也被中断。随着“红卫兵”夺权的进行，院长王大昌、党委书记王恒、副院长沈元职权被架空，以韩爱晶为“总勤务员”的“红旗”战斗队掌控了学校的权力。这一期间最为突出的事件是1966年12月下旬，北航的紅衛兵到四川成都把彭德懷元帅押回北京，并于1967年7月9日，強行對彭德懷逼供和毆打，聲稱“審斗會”要“刺刀見紅”，要彭德懷交待“你为什么在庐山会议上写信反对‘三面红旗’？”“你为什么反对毛主席？”彭德懷被“打翻在地”七次，前額受傷出血，第五和十肋骨骨折。同時红卫兵组织在北航院內設立“隔離室”18處，審查了465人，170人受到非法關押，20余人非正常死亡。部分建校元勋被隔离审查或者下放到后勤、图书馆，离开了教学科研一线，甚至有院系专业因为教师不足被撤销；韩爱晶则扶摇直上，成为北京航空学院革命委员会主任、“首都大专院校红代会”核心组副组长、北京市革命委员会常委。1968年12月左右，红卫兵组织被逐渐平息。
1970年，北航开始进行准军事化管理，系改为大队，当时全校剩余8个系，分别改为一大队至八大队。1971年6月，“军宣队”入驻北航。1971年9月，第三机械工业部派陈达明到北京航空学院任革委会主任兼党委书记，意图恢复学校秩序，但很快又被架空，并受到迫害。1972年4月，经第三机械工业部批准，全院大队改回为系。
由于学校性质的特殊性，北航在北京各大高校中，受影响相对较小，产出了无人侦察机等一批科研成果。
1976年，文化大革命结束。

## 1977~2001：改革、发展与停滞
1977年12月恢复全国高等学校统一招生，1978年又恢复研究生招生。1978年，北航按6大类21个专业组织本科生招生。陈达明、王大昌、沈元、林士锷、陆士嘉等老领导、老教授回到了领导、教学、科研岗位，北航逐渐走上正轨。1984年，北航作为全国首批设立研究生院的高校，获批设立研究生院。
1988年4月，经国家教委批准，北京航空学院改名为北京航空航天大学。
这一期间，北航相继成为“七五”、“八五”、“九五”、“十五”期间全国重点建设的高校之一。1997年，北航进入国家首批“211工程”建设高校行列。2001年9月，北航进入国家“985工程”建设高校行列。
但是与国家对北航的重视相不符合的是社会普遍对航空航天事业的忽视。毛泽东时期中国处于被全世界禁运的状态，因而独立自主地发展各项工业；但是当中国改革开放，西方国家解除对华全面禁运时，中国工业与发达国家的代差就全面展现出来，一时间“造不如买、买不如租”的论断甚嚣尘上，运10、歼9、歼13尽皆下马，人民空军甚至计划购买法国的幻影战机；进入20世纪90年代，金融、计算机、生物工程作为“21世纪最有希望的三大专业”被趋之若鹜，而航空工业则日趋冷淡，早年报考北航而进入西飞、沈飞的毕业生大多跳槽离职，十不余一。
2001年8月，北京市举办第21届世界大学生运动会，租用北航西南侧土地建设大运村（现作为学生公寓），同时建成北京航空航天大学体育馆，作为排球比赛场馆。至2001年，北航有17个学院或单独的系，大多集中在工程学科。
这一期间北航的学生活动也蓬勃发展，学生社团、学生自治组织大量创立；北航学生还参与了80年代末至世纪初的一系列集会游行，如天安门事件、抗议北约轰炸南联盟使馆游行、迎接新世纪集会、庆祝北京申奥成功集会等。

## 2002~2009：全面加速发展
2002年1月，在北航建校50周年前夕，中共中央任命沈元院士为北京航空航天大学校长，杜玉波为北京航空航天大学党委书记。在沈元校长的带领下，北航拆分人文学院、理学院，打造理科、文管学科群；修改校名，加速走向国际化。2002年10月，在北京航空航天大学体育馆举办了建校50周年庆典。
2006年，北航艺术馆建成。同年，北航获批筹建航空科学与技术国家实验室。同年下半年，教学科研楼（新主楼）建成并投入使用，使得学校在教学硬件设施上有了大幅度地提升。北航新主楼是目前亚洲最大的单体教学楼。
2007年，北京航空航天大学沙河校区在北京市西北郊昌平区沙河镇沙河高教园区破土动工。该校区于2010年9月投入使用。
2008年，北京市举办第29届夏季奥林匹克运动会，北航体育馆作为举重比赛场馆。

## 2009~2016：“空天信医协同发展”
2010年，北航成为国家“卓越工程师教育培养计划”高校，2011年又成为国家“珠峰计划”院校之一。2012年，北航入选首批“2011计划”。

## 2016~今：扎根中国大地，建设世界一流
2016年11月，北京航空航天大学召开第十六次党员代表大会，正式提出了“建设扎根中国大地的世界一流大学”的口号。
2017年9月，北航入选“双一流”计划。
根据2018年4月19日国务院学位委员会的《关于印发学位授权自主审核单位名单的通知》，自2018年起，北航有权每年自主增列和调整博士、硕士学位授权点，并可直接报国务院学位委员会审批，无需复审；同时还可自主设置交叉学科，按一级学科管理。

## 今日北航
北航早期是以航空科学技术教学和研究为主的专门高等学校，改革开放以后，逐渐发展成为一所多科性的大学，理、工、文、法、经济、管理、教育、哲学等学科都有所涉及，但北航仍然是一所以工科为主的大学。
目前，北航已成为一所包括30个学院，涵盖工、理、管、文、法、经、哲、教育、医和艺术10个学科门类的，具有航空航天特色和工程技术优势的多科性、开放式、研究型大学。截至2017年10月，北航有在职教职工3,907人，其中专任教师2,147人，其中包括两院院士23人，长江学者61人，中组部“千人计划”入选者27人，“973”计划首席科学家31人，“国家杰出青年科学基金”获得者48人，并引进诺贝尔奖获得者3人；截至2017年3月，有全日制在校学生30,642人，其中博士研究生4,492人，硕士研究生9,336人，全日制普通本专科生15,466人，外国留学生1,218人，另外还有专业硕士约11,000人。
2006年，北航获批筹建航空科学与技术国家实验室，2014年在北航沙河校区正式启用。同时北航还拥有“航空发动机气动热力实验室”、“软件开发环境国家重点实验室”、“虚拟现实技术国家重点实验室”、“飞行器控制一体化技术实验室”、“可靠性与环境工程实验室”和“国家计算流体力学实验室”等9个国家级重点实验室，4个国家工程中心以及66个省部级重点实验室。
如今的北航，既是教育中心又是科学研究中心，是中国高层次人才培养和科学研究的重要基地，正在向“建设扎根中国大地的世界一流大学”的宏伟目标加速前进，以“北航梦”助力实现中华民族伟大复兴的“中国梦”。